# Рахліна Леонора Натанівна
Леонора (Елеонора) Натанівна Рахліна (9 листопада 1934, Харків—27 квітня 2006, Київ)—український краєзнавець та мистецтвознавець, києвознавець, екскурсовод, організатор києвознавчих клубів «Літопис» та «Кліо». Мати скульптора Григорія Лисенка.

## Життєпис
Народилася Леонора Натанівна Рахліна у родині видатного диригента Натана Рахліна. Місцем її народження є Харків, де у той час працював її батько. 1935 року родина переїздить до Куйбишева, а невдовзі, у тому ж 1935 році — до Донецька, послідовно із переміщенням її батька. З 1937 року родина Рахліних мешкала у Києві. 1941 року родину було евакуйовано, під час евакуації Леонора відстає від потяга у місті Пенза, опиняється у дитячому будинку. Матері вдалося розшукати доньку, але оскільки усі документи було втрачено, їй довелося офіційно вдочерити рідну доньку.
Після визволення Києва від нацистських військ родина повернулася у Київ. У Києві Елеонора Рахліна закінчила середню школу, а після її завершення вступила до Ленінградського інституту живопису, скульптури та архітектури імені І. Ю. Рєпіна на факультет мистецтвознавства. Водночас Леонора Рахліна навчається у Ленінградському бібліотечному інституті ім. Крупської на факультеті бібліографії.
З 1959 по 1961 роки працювала в Центральній медичній бібліотеці Києва, з 1961 по 1968 роки працювала у місті Сєвероморськ, де працювала журналістом. 1968 року Леонора Рахліна повернулася у Київ.
1968 року починається новий етап у житті Леонори Рахліної — вона починає працювати у Київському бюро подорожей та екскурсій. На той час, за спогадами Елеонори Рахліної, бюро проводило лише оглядову екскурсію Києвом та 3 заміські — у Корсунь-Шевченківський, Умань та Чернігів. А 2005 року у доробку Елеонори Рахліної було 165 маршрутів екскурсій Києвом та Україною.
1979 року при бібліотеці ім. Гоголя Леонора Рахліна засновує києвознавчий клуб «Літопис», що з часом перетворилося на історико-краєзнавче об'єднання «Кліо». Безпосередньо у бібліотеці засідання клубу проходили до 1982 року. Матеріали засідань зараз зберігаються у архіві бібліотеки.
За багато років екскурсійної та краєзнавчої роботи Леонора Рахліна стала без перебільшенням найкращим та найвідомішим екскурсоводом міста, знавцем міста та його вулиць, площ, будинків. «Винахід» Леонори Рахліної — тематичні екскурсії, присвячені конкретній вулиці, де розповідається послідовно про кожен будинок по шляху слідування екскурсії. Вона виховала та підготувала близько 400 екскурсоводів.
Справжнім подвижництвом Елеонори Рахліної став порятунок ряду історичних споруд від знесення — саме їй Київ завдячує збереженням останнього кварталу Хрещатика, між ЦУМом та бульваром Тараса Шевченка, що вцілів під час війни, але планувався до знесення у 1980-х роках. Також Леонора Рахліна врятувала від знесення будинок на вулиці Стрілецькій, 15, де свого часу мешкала Леся Українка.
Завдяки Леонорі Рахлінії на будинку № 25/40 по вулиці Богдана Хмельницького було встановлено меморіальну дошку її батьку.
З 1997 до своєї смерті 27 квітня 2006 року Леонора Рахліна мешкала на вулиці Великій Васильківській, № 43/16. 9 листопада 2007 року на фасаді будинку було встановлено меморіальну дошку, автором є син Леонори Рахліної, скульптор Ігор Лисенко.
Похована на Байковому кладовищі. Щорічно у клубі «Кияни» при бібліотеці ім. Гоголя, де колись проходили засідання клубу «Літопис», проходить вшанування пам'яті Леонори Рахліної.

## Книжки
- «Семь чудес Киева». Київ, 2005, видано 2007.
- «...И мне остаётся целая жизнь». Памяти Леоноры Рахлиной посвящается. — К.: самвидав, 2007. — 103 с. 
 3-є видання — К., видавництво «Горобець», 2014. — 176 с.[3][5][6][7][8]